# Andranomafana
Andranomafana è una città e comune del Madagascar situata nel distretto di Ankazoabo, regione di Atsimo-Andrefana. 
La popolazione del comune rilevata nel censimento 2001 era pari a 6 000 unità.